# Haliptilon polydactylum
Haliptilon polydactylum (Montagne & Millardet) Garbary & H.W. Johansen, 1982 é o nome botânico de uma espécie de algas vermelhas pluricelulares do gênero Haliptilon.
- São algas marinhas encontradas em Madagascar, Ilhas Maurícias e Reunião.

## Sinonímia
- Corallina polydactyla Montagne & Millardet, 1862